# Yoon Bit-garam
Dans ce nom coréen, le nom de famille, Yoon, précède le nom personnel.
Yoon Bit-garam (en coréen : 윤빛가람), né le 7 mai 1990 à Changwon en Corée du Sud, est un footballeur international sud-coréen, qui évolue au poste de milieu central. Il joue actuellement dans le club du Ulsan Hyundai.

## Biographie

### Carrière internationale
Avec les moins de 17 ans, il participe à la Coupe du monde des moins de 17 ans en 2007. Lors du mondial junior organisé dans son pays natal, il joue trois matchs, inscrivant un but contre le Togo.
Il fait ses débuts internationaux avec l'équipe A en 2010. Le 11 août 2010, il honore sa première sélection contre le Nigeria. Lors de ce match, Yoon Bit-garam inscrit son premier but en sélection à la 16e minute de la rencontre. La rencontre se solde par une victoire de 2-1 des Sud-Coréens.
Le 24 décembre 2010, il fait partie de la liste des 23 joueurs sud-coréens sélectionnés pour disputer la coupe d'Asie au Qatar. Il dispute quatre rencontres, et inscrit un but face à l'Iran lors de ce tournoi.

## Palmarès

### En sélection
- Avec la  Corée du Sud
  - Troisième de la Coupe d'Asie en 2011

### Distinctions personnelles
- Jeune joueur de l'année de la K League en 2010
- Nommé dans l'équipe type de la K League en 2010 et 2011

## Statistiques

### Carrière
| Saison                | Club                  | Championnat           | Championnat | Championnat | Coupe(s) nationale(s) | Coupe(s) nationale(s) | Compétition(s) continentale(s) | Compétition(s) continentale(s) | Compétition(s) continentale(s) | Corée du Sud | Corée du Sud | Total | Total |
| Saison                | Club                  | Division              | M.          | B.          | M.                    | B.                    | Comp.                          | M.                             | B.                             | M.           | B.           | M.    | B.    |
| 2010                  | Gyeongnam FC          | K League              | 24          | 6           | 7                     | 3                     | -                              | -                              | -                              | 3            | 1            | 34    | 10    |
| 2011                  | Gyeongnam FC          | K League              | 25          | 10          | 8                     | 2                     | -                              | -                              | -                              | 10           | 1            | 43    | 13    |
| Sous-total            | Sous-total            | Sous-total            | 49          | 16          | 15                    | 5                     | -                              | 0                              | 0                              | 13           | 2            | 77    | 23    |
| 2012                  | Seongnam Ilhwa Chunma | K League              | 31          | 1           | 1                     | 0                     | LCA                            | 7                              | 1                              | 2            | 0            | 41    | 2     |
| Sous-total            | Sous-total            | Sous-total            | 31          | 1           | 1                     | 0                     | -                              | 7                              | 1                              | 2            | 0            | 41    | 2     |
| 2013                  | Jeju United           | K League              | 31          | 1           | 4                     | 1                     | -                              | -                              | -                              | -            | -            | 35    | 2     |
| 2014                  | Jeju United           | K League              | 37          | 4           | -                     | -                     | -                              | -                              | -                              | -            | -            | 37    | 4     |
| 2015                  | Jeju United           | K League              | 36          | 6           | 3                     | 1                     | -                              | -                              | -                              | -            | -            | 39    | 7     |
| Sous-total            | Sous-total            | Sous-total            | 104         | 11          | 7                     | 2                     | -                              | 0                              | 0                              | 0            | 0            | 111   | 13    |
| 2016                  | Yanbian Fude          | Chinese Super League  | 25          | 8           | -                     | -                     | -                              | -                              | -                              | 1            | 1            | 26    | 9     |
| 2017                  | Yanbian Fude          | Chinese Super League  | 12          | 3           | -                     | -                     | -                              | -                              | -                              | -            | -            | 12    | 3     |
| Sous-total            | Sous-total            | Sous-total            | 37          | 11          | 0                     | 0                     | -                              | 0                              | 0                              | 1            | 1            | 38    | 12    |
| 2017                  | Jeju United (prêt)    | K League              | 17          | 2           | -                     | -                     | -                              | -                              | -                              | -            | -            | 17    | 2     |
| Sous-total            | Sous-total            | Sous-total            | 17          | 2           | 0                     | 0                     | -                              | 0                              | 0                              | 0            | 0            | 17    | 2     |
| 2018                  | Sangju Sangmu (prêt)  | K League              | 15          | 2           | -                     | -                     | -                              | -                              | -                              | -            | -            | 15    | 2     |
| Sous-total            | Sous-total            | Sous-total            | 15          | 2           | 0                     | 0                     | -                              | 0                              | 0                              | 0            | 0            | 15    | 2     |
| Total sur la carrière | Total sur la carrière | Total sur la carrière | 253         | 43          | 23                    | 7                     | -                              | 7                              | 1                              | 16           | 3            | 299   | 54    |

### Buts en sélection
Le tableau suivant liste tous les buts inscrits par Yoon Bit-garam avec l'équipe de Corée du Sud.